# Jabugo
Jabugo – gmina w Hiszpanii, w prowincji Huelva, w Andaluzji, o powierzchni 24,92 km². W 2011 roku gmina liczyła 2327 mieszkańców.